# Albin Herzog
Albin Herzog   (Homburg, 26 d'octubre de 1852 - Mammern, 13 de juny de 1909) va ser un matemàtic suís, director del Politècnic de Zuric.

## Vida i Obra
Herzog va fer els seus estudis primaris al seu poble natal i els secundaris entre l'institut de Steckborn i l'escola cantonal de Frauenfeld. De 1870 a 1874 va estudiar matemàtiques al Politècnic de Zuric i el 1875 es va doctorar a la universitat de Zúric (en aquella època el Politècnic no atorgava aquest grau). Aquest mateix any va començar a donar classes al Politècnic de Zuric, institució en la qual va romandre la resta de la seva vida, essent director del departament de mecànica i tècnica i arribant a ser director de la institució entre 1895 i 1899. Mentre era director del Politècnic es va examinar per l'accés Albert Einstein, qui va suspendre en francès, química i biologia i no va obtenir la nota suficient; però veient els extraordinaris resultats del jove Einstein en física i matemàtiques, li va prometre el seu ingrés el curs següent si estudiava durant un any a l'escola cantonal d'Aarau.
Va ser un professor extraordinàriament dotat que unia les bases matemàtiques de la mecànica amb les seves aplicacions pràctiques. Era buscat per les empreses d'enginyeria per trobar solucions als seus problemes pràctics o per obtenir recomanacions de joves estudiants. També va publicar diversos articles sobre mecànica matemàtica.
A part de les seves activitats docents i administratives al Politècnic, també va ser president de la comissió escolar (1889-1993) i regidor de la vila de Zúric (1895-1898).